# Telephina
Genre
Synonymes
Telephus Barrande, 1852
Telephina est un genre de trilobites de la famille des Telephinidae.

## Sous-genres
- Telephina (Telephina) Marek, 1952
- Telephina (Telephops) Nicolaisen, 1963